# مردی با کیسه
مردی با کیسه (انگلیسی: The Man with the Bag) یک فیلم کمدی اکشن آمریکایی در حال ساخت به کارگردانی آدام شنکمن و نویسندگی آلن رایس است. در این فیلم آلن ریچسون و آرنولد شوارتزنگر بازی می‌کنند.

## خلاصه داستان
بابا نوئل پس از دزدیده شدن کیسه هدایای او از یک جنایتکار کوچک کمک می‌گیرد.

## ساخت
فیلمبرداری در اواخر سال ۲۰۲۴ در منهتن انجام شد و اولین تصاویر از فیلمبرداری در دسامبر ۲۰۲۴ در رسانه‌ها ظاهر شد.